# Katastrofa lotu Air Fiji 121
Katastrofa lotu Air Fiji 121 – wypadek lotniczy, do którego doszło 24 lipca 1999 roku w pobliżu wioski Nasevou Delailasakau na Fidżi. Samolotem operującym tego dnia był Embraer EMB 110 Bandeirante fidżyjskich linii lotniczych Air Fiji. Na pokładzie znajdowało się 15 pasażerów i 2 członków załogi – wszyscy zginęli.  

## Typ samolotu
Samolotem obsługującym tego dnia lot 121 był Embraer EMB 110 Bandeirante obsługiwany przez narodowego przewoźnika Fidżi – Air Fiji. Pierwszy raz wzniósł się w powietrze w roku 1983. Posiadał numer rejestracyjny DQ-AFN.

## Przebieg katastrofy
Samolot wystartował z lotniska Suva-Nausori z 15 pasażerami i 2 członkami załogi na pokładzie. Lot przebiegał normalnie, aż do czasu gdy kontrolerzy utracili z maszyną łączność radiową. Wtedy samolot roztrzaskał się o zbocze góry w pobliżu wsi Nasevou Delailasakau. 25 minut później policja otrzymała wiadomość od mieszkańców wioski, że cała miejscowość się zatrzęsła kiedy nastąpił głośny wybuch dobiegający z pobliskiej góry. Mieszkańcy mówili władzom, że widzieli, jak samolot przeleciał nisko nad wioską, a potem usłyszeli trzask.

## Operacja ratunkowa
Policja dojechała do miejsca katastrofy razem z pogotowiem, licząc, że ktoś z samolotu ocalał, lecz gdy dojechali na miejsce, znaleźli jedynie całkowicie zwęglony wrak.  Wszyscy na pokładzie zginęli – 17 osób.

## Śledztwo
Wypadek miał zbadać Urząd Lotnictwa Cywilnego Fidżi (CAAF). Mieszkańcy wsi powiedzieli śledczym, że zanim samolot się rozbił, już zaczęły odpadać fragmenty ogona, wskazując na możliwą awarię mechaniczną. Kilometr przed miejscem katastrofy znaleziono części rozbitej maszyny, między innymi statecznik poziomy, bez którego samolot nie jest w stanie lecieć. Później odnaleziono zwłoki kapitana lotu 121, które poddano autopsji. Autopsja wykazała, że pilot wypił alkohol, zanim wsiadł do kokpitu maszyny. Śledczy przeprowadzili wywiad z bratem kapitana. Okazało się, że wypił on alkohol na 4 godziny przed wypadkiem.